# Igreja Episcopal Anglicana do Brasil

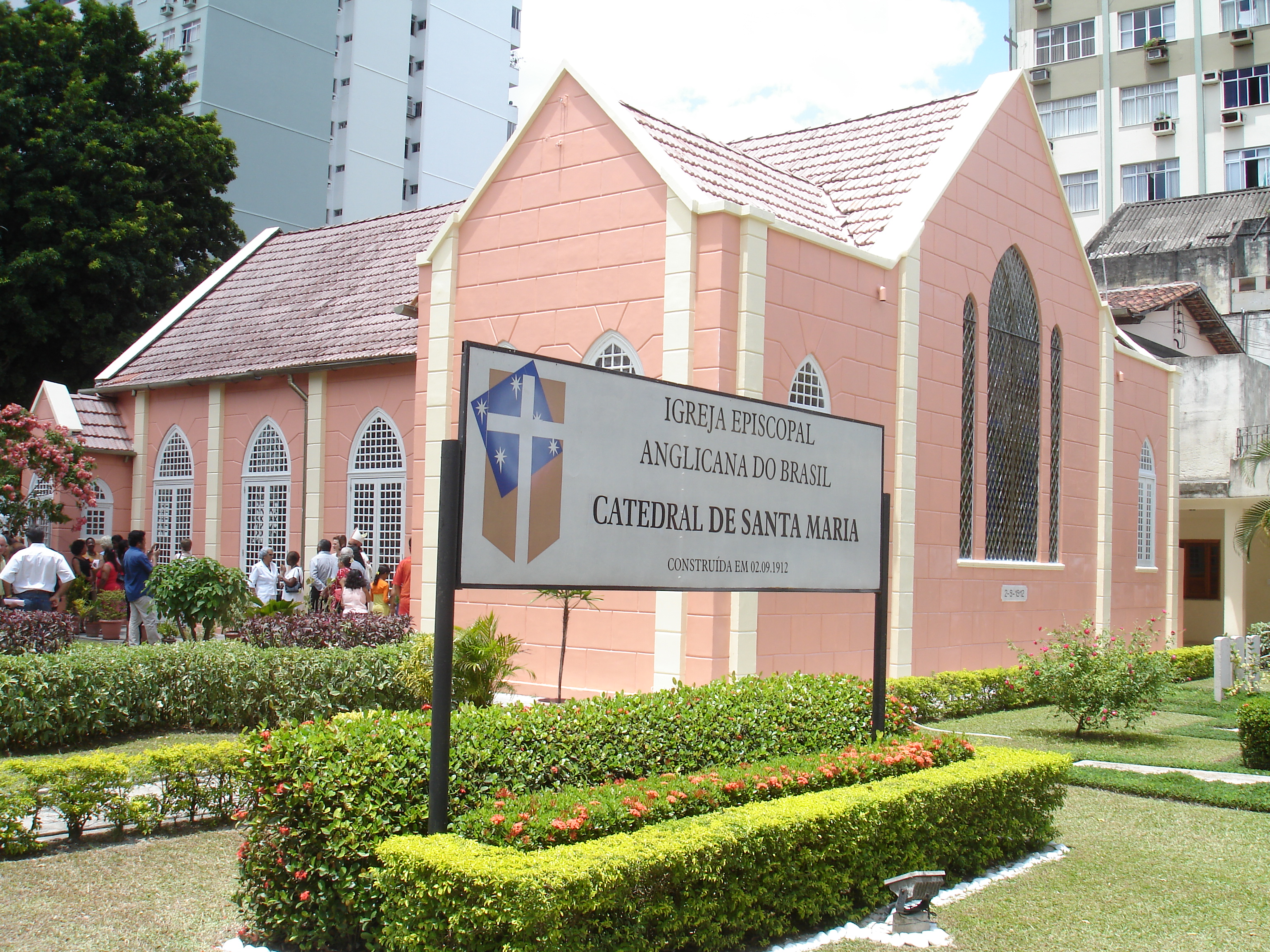
Kathedrale Santa Maria, Anglikanische Bischöfliche Kirche von Brasilien, Diözese Amazonien

Die Igreja Episcopal Anglicana do Brasil (Anglikanische Episkopalkirche Brasiliens, kurz: IEAB) ist eine Mitgliedskirche der Anglikanischen Gemeinschaft und erstreckt sich über das Land Brasilien. Zu ihr rechnen sich etwa 20.000 Menschen.
Die Kirchenprovinz besteht aus neun Diözesen, die von einem Bischof geleitet werden. Einer von diesen neun Bischöfen wird zum Bispo Primaz (Primate Bishop) gewählt. Gegenwärtig ist dies seit 2022 Marinez Bassotto.
Die Igreja Episcopal Anglicana do Brasil praktiziert die Ordination von Frauen. Viele Frauen dienen als Pastorinnen in der Kirche, insbesondere im ländlichen Raum. 2018 wurde mit Marinez Bassotto die erste Bischöfin geweiht; inzwischen (März 2025) sind drei von neun Bischofsämtern von Frauen besetzt. Auch Homosexuelle können zum Priesteramt geweiht werden. Die IEAB ermöglichte im Juni 2018 die kirchliche Trauung verheirateter homosexueller Paare.

## Kirchengeschichte
1810 begann die anglikanische Kirche in Brasilien sich auszubreiten. Als Brasilien 1889 die Trennung von Kirche und Staat durchsetzte, begann die verstärkte Missionierung. 1893 wurde die anglikanische Zeitung Estandarte Cristão erstmals herausgebracht, die bis heute regelmäßig erscheint. 1965 wurde die Igreja Episcopal Anglicana do Brasil, die bis dahin zur Episkopalkirche der Vereinigten Staaten gehört hatte, autonom.

## Primasse
- 1965–1971 Egmont Machado Krischke
- 1972–1984 Arthur Rodolpho Kratz
- 1986–1992 Olavo Ventura Luiz (Bischof von Südwestbrasilien)
- 1993–2003 Glauco Soares de Lima (Bischof von São Paulo)
- 2003–2006 Orlando Santos de Oliveira (Bischof von Porto Alegre)
- 2006–2013: Maurício José Araújo de Andrade (Bischof von Brasilia)
- 2013–2018: Francisco de Assis da Silva (Bischof von Südbrasilien)
- 2018–2022: Naudal Alves Gomes (Bischof von Paraná)
- seit 2022: Marinez Bassotto

## Diözesen
| Diözese                        | Staat                     | Bischof                         |
| ------------------------------ | ------------------------- | ------------------------------- |
| Amazonas                       | Brasilien, Belém          | Marinez Bassotto                |
| Brasilia                       | Brasilien, Brasília       | Maurício José Araújo de Andrade |
| Paraná                         | Brasilien, Curitiba       | Magda Guedes Pereira            |
| Pelotas                        | Brasilien, Pelotas        | Meriglei Simim                  |
| Recife                         | Brasilien, Recife         | João Cancio Peixoto Filho       |
| Rio de Janeiro                 | Brasilien, Rio de Janeiro | Eduardo Grillo                  |
| Sao Paulo                      | Brasilien, São Paulo      | Cezar Fernandes Alves           |
| Südbrasilien                   | Brasilien, Porto Alegre   | Francisco de Assis da Silva     |
| Südwestbrasilien               | Brasilien, Santa Maria    | Humberto Maiztegui Gonçalves    |
| Missionsdistrikt Westbrasilien | Brasilien, Caldas Novas   | Almir Dos Santos                |